# George S. Irving
George S. Irving, all'anagrafe George Irving Shelasky (Springfield, 1º novembre 1922 – New York, 26 dicembre 2016), è stato un attore, cantante e doppiatore statunitense, noto soprattutto come interprete di musical.
Nel corso della sua carriera, che abbraccia oltre sette decenni, Irving ha recitato in numerosissimi musical a Broadway, Off Broadway e nel resto degli Stati Uniti, tra cui: Oklahoma! (Broadway, 1943), Can Can (Broadway, 1953), Me and Juliet (Broadway, 1954), Tovarich con Vivien Leigh (Broadway, 1963), Irene (Broadway, 1973, per la cui performance ha vinto il prestigioso Tony Award al miglior attore non protagonista in un musical), I pirati di Penzance (Broadway, 1981), My Fair Lady (New Jersey, 1993), Oliver! (New Jersey, 1994), Meet Me in St. Louis (Off Broadway, 2006) e I Remember Mama (New York, 2010).
È stato sposato con Maria Karnilova dal 1948 fino alla morte della donna, avvenuta nel 2001: la coppia ha avuto due figli.